# Напад на Джидду (1517)
Напад на Джидду — напад флоту Португальської імперії на чолі з Лопу Суарішем де Албергарія на портове місто Джидда у Червоному морі, яке захищав гарнізон мамелюків та османських найманців чолі з Аміром Хусейном Аль-Курді (він же Міросем) та мамелюцький флот на чолі з османським адміралом Салман-реїсом. Битва відбулася на початку весни 1517 року і припала на сезон хаджу 923 року нашої ери за мусульманським календарем.

## Передумови

### Мамелюцький султанат
З 1250 по 1517 рік велика територія ісламського світу, що включала Хіджаз, Ємен, Сирію і Єгипет, управлялася єгипетським Мамелюцьким султанатом зі столицею в Каїрі. При цьому одну з найважливіших статей доходів султанату складали прибутки від контролю за торгівлею східними товарами між Південно-Східною Азією, Індією і Європою, передусім спеціями. Основними шляхами надходження східних товарів до Єгипту були морські шляхи з Індійського океану через Червоне море до Каїру в Єгипті і через Перську затоку до Дамаску в Сирії, міст, що знаходились під контролем мамелюків.

### Вторгнення португальців до Індійського океану
Після відкриття в 1498 році морського шляху до Індії, на початку XVI століття в Індійському океані стали зявлятись великі ескадри Португальської імперії, яка прагнула взяти надприбуткову торгівлю прянощами під свій монопольний контроль. Щоб повністю перекрити торгові шляхи спецій через Єгипет і змусити європейські держави вести торгівлю через португальський новий маршрут навколо Африки, португальці прагнули заблокувати існуючі арабські шляхи торгівлі через Червоне море і Перську затоку.

### Спроби португальців заблокувати арабське мореплавство в Червоному морі
В 1507 році португальці захопили острів Сокотру, з якого планували контролювати мусульманське судноплавство через Червоне море. Оскільки цей захід виявився неефективним, у 1513 році другий губернатор Португальської Індії Афонсу де Албукеркі здійснив спробу захопити контроль над ключовими портами на узбережжі Червоного моря, розташованими в Ємені та Хіджазі.
26 березня 1513 Альбукеркі здійснив напад на Аден, але не зумів зломити опір захисників. Він все ж таки зміг спалити єменський порт на острові Камаран в Червоному морі і навіть вперше спробував напасти на Джидду — найважливіший порт Аравії, від якого до священного міста Мекки залишалось лише 94 кілометри, але зустрічні вітра змусили його відмовитись від цього задуму. Хоча напад португальського флоту на чолі з Албукеркі в 1513 році на Аден і Джидду виявився невдалим і португальцям так і не вдалось заблокувати мусульманське судноплавство в Червоному морі, сам факт появи європейських кораблів в Червоному морі і виникнення потенційної загрози священним мусульманським містам Мецці і Медині викликав тривогу в мусульманському світі.

### Мусульманський спротив у Червоному морі
Базою єгипетського флоту в Червоному морі, створеного мамелюками за допомоги венеційців та османів для боротьби з португальською загрозою був Суец. Керівником мамелюцького флоту, що базувався в Суеці, було призначено османського корсара Салман-реїса, який у 1515 році вступив на службу до мамелюків на чолі загону з 2000 левантійців, можливо, всупереч бажанню османського султана Селіма I, У 1515 султан Кансух надав у його командування ескадру з 19 кораблів. Салман вийшов з Суецу у вересні 1515 року з 3000-ним загоном, в якому 1300 були османськими солдатами. Йому не вдалося взяти під контроль мамелюків Аден та Ємен, але він зміг побудувати фортецю на о. Камаран. Ця експедиція стала останнім походом мамелюків в Індійський океан.

### Мамелюцько-османські відносини
Не дивлячись на спільну боротьбу з португальською загрозою, стосунки між османами та мамелюками були напружені і часто ворожі. Обидві держави боролися за контроль над торгівлею прянощами. Селім I хотів захопити контроль над Сирією, Дамаском і Святою Землею. Він також прагнув отримати титул халіфа від позбавленого влади халіфа Каїра Аль-Мутаваккіля III.
Після перемоги Османської імперії над Сефевідами та ослаблення мамелюків через блокаду португальцями їх морської торгівлі з Індією, османський султан Селім побачив можливість підкорити мамелюків. В 1516 році він розпочав блискавичну переможу Другу османсько-мамелюцьку війну (1516—1517). Після страти османами у квітні 1517 року останнього мамелюцького султана Туман-бея II, Каїр, Левант і Хіджаз перейшли під османський контроль. Хоча рештки режиму мамелюків чинили опір ще до кінця 1517 року, значна частина мамелюків та арабської знаті після захоплення Каїру присягнула на вірність Селіму. Серед них був і Хусейн Аль-Курді з Джидди, який сам був учасником битв з португальським флотом в Індії. Набувши статусу захисників святих міст мусульманського світу, османи прагнули не допустити блокади Червоного моря португальцями.

## Битва
Весною 1517 року португальський флот на чолі з третім губернатором Португальської Індії Лопу Суарішем де Албергарія підійшов до Джидди. Точна дата нападу і кількість португальських кораблів невідомі. Арабські джерела говорять про тридцять кораблів, серед яких були як вітрильники, так і галери. Схоже, що португальці доклали особливих зусиль, щоб підготуватися до цього походу та до особливих умов навігації у Червоному морі. Наявність галер, найкорисніших кораблів у Червоному морі, це підтверджує. Обстріл міста португальським флотом почався під час сезону хаджу 1517 року (923 р. н. е.), коли мусульманські паломники почали свою подорож до священного міста Мекки.
Про сили мусульман також немає докладної інформації. Тогочасне португальське джерело повідомляє, що під командуванням Салман-реїса було «двадцять шість кораблів, серед них галери, галіоти та вітрильні кораблі з високим бортом». Серед них були дві добре оснащені галери, а всього під керівництвом Салмана було 3000 чоловік. Загалом, як зауважує американський історик Джон Френсіс Гільмартін, ці цифри цілком виглядають правдоподібно, і очевидно, що сили мусульман були меншими, ніж сили християн. Проте перевагою мусульман була набагато вигідніша оборонна позиція.
Сили мусульман цього разу помітно відрізнялися від тих, з ким доводилося раніше мати справу португальцям. Наприклад, суттєво відрізнялася артилерія. Португальські джерела зазначають, що серед гармат мусульман були три або чотири василіски — гармати, які могли стріляти великими кам'яними ядрами вагою 1000 фунтів. На той час це були першокласні гармати, які обслуговували професійні османські артилеристи. Хусейну вдалося набрати добровольців з числа паломників. Крім того, Салман-реіс постарався зміцнити фортецю Джидди. Місто оточили стіною, здатою витримати напад ворожої піхоти, а важку османську артилерію встановили уздовж берегів бухти, яка була вузьким і звивистим S-подібним каналом, дуже складним для проходу противника. Частини міської стіни досі збереглися в старому місті Джидди.
Португальці зробили кілька спроб висадити сухопутні війська, які зустріли запеклий опір гарнізону Джидди. Оскільки стара стіна не мала сторожової вежі, війська на землі в значній мірі покладалися на флот Салмана-реїса, який успішно відбив португальський флот від Червоного моря. Професор Гільмартін, як фахівець з військово-морської історії та технологій раннього Нового часу зазначає, що битва при Джидді стала важливою віхою в тактико-технологічному плані. Це була перша битва, де зіткнулися вперше майстри двох різних систем морської війни — португальці представляли атлантичну систему з її вітрильним флотом, що діє у відкритому морі, а османи представляли середземноморську систему з її гребними галерами та тісною взаємодією наземних та морських сил.
Саме вищий клас середземноморської військово-морської системи виявився у битві при Джидді. Османські галери були не здатні перемогти португальців у відкритому морі, але у бухті Джидды, разом із неземними укріпленнями вони справлялися відмінно. Під прикриттям своєї важкої артилерії галери Салмана були здатні діставати португальські кораблі вогнем своєї артилерії. Арабське джерело описує тактику Салмана дуже ясно — кораблі мусульман підходили ближче до португальців і починали обстрілювати їх з далекої відстані. Нездатні маневрувати в закритих водах, португальські кораблі не могли наблизитися до кораблів мусульман, а якщо намагалися все-таки атакувати — османські галери просто відходили під захист своєї важкої наземної артилерії.
Серія зіткнень не принесла певного результату і португальці зрозуміли, що сил для взяття Джидди у них не вистачає. Навіть незважаючи на нещасний випадок, в результаті якого згоріла більша частина однієї з найзброєніших мусульманських галер, стало очевидно, що португальці вже не зможуть форсувати бухту і взяти стіни міста. Вони ще припускали висадити нічний десант, щоб узяти фортецю, але передумали та відступили. Кладовище португальських солдатів, загиблих при осаді Джидди збереглось у місті досьогодні, його називають місцем християнських могил.
Це не було нищівним розгромом, хоча згодом Лопе Соарес піддавався значної критики за цю битву. Для мусульманського ж контролю над Червоним морем ця битва стала вирішальною. У період смути і війни, коли два мусульманські султани зіткнулись у війні один проти одного, і було невідомо, хто правитиме завтра, піддані цих двох султанів разом відбили напад більш численного і добре оснащеного досвідченого ворога, захистивши землю Хіджаза та священне місто Мекку. Португальці вперше зустрілися з рівним ворогом, якого вже не можна було перемогти так просто, як раніше вони перемагали мамелюків та різних індійських правителів. З цього моменту почалося тривале суперництво Османської імперії і Португалії в Індійському океані.

## Наслідки
Після завоювання османами Єгипту, Салман-реїса було викликано до Каїра. 17 квітня 1517 року Салман у своїй відповіді попросив відстрочки для повернення, оскільки його флот брав участь у захисті Джидди, якій все ще загрожували християни, а мешканці міста благали його про охорону. Салман вказав, що хоча наразі португальська атака відбита, вона може повторитись в будь-який час. Фактично португальці на чолі з Лопо Суарешем покинули Джидду наприкінці квітня. Коли Салман нарешті підкорився султану і 22 серпня 1517 р. з'явився в Каїрі, його було ув'язнено за нелояльність спочатку у Каїрі, а потім у Дамаску.
Джидда була офіційно приєднана до Османської імперії, а решта Хіджазу стала васальною державою османів через вісім років.